# 日本における後発医薬品

OECD加盟国の医薬品市場における後発医薬品シェア。
青は金額比、赤は数量比。

日本における後発医薬品（にほんにおけるこうはついやくひん）は、日本国政府によって利用推進政策が取られており、経済財政運営と改革の基本方針2017（骨太の方針）では普及率80%を目指し、その結果、2020年には後発医薬品の数量シェア80%が達成し、2024年10月には後発医薬品の数量シェア90%が達成した。

## 歴史

OECD各国の人口あたり医薬品消費額

かつて後発医薬品の普及率は、アメリカ合衆国・イギリス・ドイツ・デンマークなどの国家では、数量ベースで7割近くを占めるのに対し、日本では2006年（平成18年）で1割程度に留まっていた。
これは、ブランド嗜好が強い国民性が浸透していた医療現場において、医師が医薬情報担当者による情報提供が少なく、信頼性に不安を感じる後発医薬品よりも、長年の育薬に基づく豊富な情報が提供され、後発品に比べて薬効・供給量の安定している先発医薬品を処方したためと考えられる。2009年には経済協力開発機構 (OECD) は、大多数の患者は後発薬処方を希望するが医師の9%しか同意せず、医師の収入への影響と薬剤品質への懸念が、導入を妨げている理由であると報告している。
2007年6月、「経済財政改革の基本方針2007」が閣議決定され、2012年度に数量ベースで30%の数値目標を掲げた。後発品の数値割合の定義（旧指標）は、以下の通り。

（後発品の数値割合）＝（後発医薬品の数量）／｛（全医薬品の数量）-（「経腸成分栄養剤」「特殊ミルク製剤」「生薬」「漢方」の数量）｝

2009年のOECD対日審査においては医療制度改革に一節が割かれ、後発医薬品の推進についても言及されている。日本は少子高齢化社会を迎え、医療費上昇に伴って公的健康保険財政は困難に直面しており、その一環として薬価の低い後発医薬品が着目されている。財務省財政制度等審議会 財政構造改革部会資料によれば、後発医薬品に変えることで1兆3千億円程度の医療費を削減できるとの試算がある。OECDは米国並みに後発薬を普及させることで、総医療費を7%（GDPの0.5%）削減することができるとし、2010年までにシェアを最低でも30%とするよう勧告した。
2013年4月、厚生労働省は「後発医薬品のさらなる使用促進のためのロードマップ」を策定し取り組みを進め、2018年3月までに数量シェア60%以上を目標に掲げた。後発品の数値割合の定義（新指標）は以下の通り。

（後発品の数値割合）＝（後発医薬品の数量）／｛（後発医薬品のある先発医薬品の数量）＋（後発医薬品の数量）｝

2014年に日本国政府は、後発薬市場を2017年までに34%まで引き上げ、それにより保健支出を0.4兆円削減する目標を立てた。OECDは、もし後発医薬品市場をアメリカ合衆国並み（84%）に引き上げ、かつ価格が10%低下すれば、薬剤支出を半減することができるとしている。
2015年6月30日には、日本国政府の財政赤字脱却を目指す「財政健全化計画」が経済財政運営の指針「骨太の方針2015」に盛り込まれ、歳出抑制の具体策の目玉として後発医薬品の普及が謳われた。5月19日には、内閣総理大臣安倍晋三が議長を務める経済財政諮問会議にて、民間議員が示した改革案に業界首脳らはこぞって反対した。その内容は、ジェネリックの数量シェアを80 - 90%へ引き上げ、さらに2018年度からは長期収載医薬品に対する公的医療保険の給付額を後発医薬品の薬価までとし、先発医薬品との差額分は患者の自費負担とする「参照価格制度」の導入などであった。同年6月の閣議決定において、2017年央に数量シェア70%以上とするとともに、2018年度から2020年度末までの間のなるべく早い時期に80%以上とする目標が定められた。
2017年6月の閣議決定において「2020年（令和2年）9月までに、後発医薬品の使用割合を80%とし、できる限り早期に達成できるよう、更なる使用促進策を検討する」と定められた。薬価調査結果による後発医薬品の数値割合（数量シェア）は、2017年 65.8%、2018年9月 72.6%。
後発医薬品の製造販売を中心とする企業は、研究開発への投資（費用・時間）が少なくて済む分、競合他社も製造に乗り出すため、先発メーカーのように、ひとつの新薬で莫大な利益を得ることができない。
後発医薬品が発売される時期には、先発医薬品の発売から10年以上が経過しているため、十分な副作用情報が蓄積されている。万一、後発薬特有の副作用が出現した場合にも、先発医薬品と同様に、製造販売後における安全管理基準等を遵守し、副作用情報等の迅速かつ適正な収集・評価・提供を行っており、医薬品副作用被害救済制度の対象となる。

## 後発医薬品の名称
2005年（平成17年）9月22日、厚生労働省の「医療用後発医薬品の承認申請にあたっての販売名の命名に関する留意事項について」にて通知されている。
- 一般的名称（成分名、一般名）に剤型、含量、会社名（屋号等）を付す
- 日本薬局方に収載されているものは、収載されている名称を一般的名称とする
  - 「塩」「エステル」「水和物」等の文言は、一般名から省略できる（ただし、他の製剤との混同を招かない場合に限る）
- 剤型は日本薬局方製剤総則に収載された剤型を記載する
  - 液剤は、「外用」「内用」「うがい用」等を付記する
  - 経口投与されない錠剤等は、「外用」「膣用」「吸入用」等を付記し、用法を明確化する
- 錠剤、カプセル剤等は、有効成分の含量を記載する
  - 軟膏剤、液剤、顆粒剤、散剤、シロップ剤、点眼剤などで、1回の投与で製剤の一部のみを使用する場合は、濃度を記載する
  - 注射剤は、濃度ではなく含量表示を原則とし、基本的には容器あたりの総量表示とする
- 会社名（屋号等）は原則4文字以内で記載する
  - 漢字、平仮名、片仮名、アルファベットが使用可
  - 括弧括り（「 」、（ ）、【 】）を原則とする
  - 会社名（屋号）以外のアルファベットを付加する場合は、原則として2文字以内

### 後発医薬品の商品名変更
上記通知の発出前に承認されたものは「それまでのブランド名のままでよい」とされてきたが、先発薬との名称類似による誤調剤が頻発し、錯誤を回避するため、2011年（平成23年）12月27日、日本ジェネリック製薬協会は会員各社に対し、2012年（平成24年）1月から、少なくとも毎年10%に相当する品目数を、3年間で一般名に切り替えるよう変更を要請した。具体的な変更例としては、
- 長生堂製薬の「セデコパン錠」→エチゾラム0.25/0.5/1.0mg「JG」[* 1]
- 長生堂製薬の「アサシオン錠」→トリアゾラム0.125/0.25mg「CH」[* 2]
- 辰巳化学の「ネスゲン錠」→トリアゾラム0.XX mg「TCK」
- ニプロファーマの「デトメファン15mg」（元は旧ニプロジェネファの製品）→デキストロメトルファン臭化水素酸塩15mg「NP」
- 沢井製薬の「サワテン500mg」→カルボシステイン錠500mg「サワイ」
- テバ製薬の「ムコトロン錠250mg」→カルボシステイン錠250mg「テバ」

などがある。
2015年（平成27年）9月4日、厚生労働省は「医薬品産業強化総合戦略」を発表し、一般名に名称変更しない後発医薬品の独自ブランド品を薬価基準から削除する（調剤報酬に載せないことにより市場から撤退させる）ことを決定し、実施された。

### 後発医薬品（配合剤）の統一名称
複数の有効成分を配合した医薬品、すなわち配合剤の場合、一般名と配合量で商品名を表示しようとすると煩雑になる。そのため、日本ジェネリック医薬品・バイオシミラー学会は統一ブランド名称を商標登録し、学会保有商標の使用を有償で許諾している。商標の利用は薬価収載時点から起算して5年間有効とし、期間満了時には更新できる。これは商品名乱立を避けるため学会が各メーカーからの要望を受けて決定しているものだが、メーカーに対する拘束力はない。
2021年9月までに発表された品目は以下の通りで、【 】で特記以外はすべて降圧薬である。販売名は、各統一ブランド名称の後ろに剤型と「会社名（屋号）」がつく。
- 例：シムビコートタービュヘイラー30吸入の日本ジェネリックによるGE販売名は、ブデホル吸入粉末剤30吸入「JG」。

- アイミクス配合錠（イルベサルタン・アムロジピンベシル酸塩）→「イルアミクス（ILUAMIX）」
- アゾルガ配合懸濁性点眼液（ブリンゾラミド・チモロールマレイン酸塩液）→「ブンチモ（BunTimo）」【緑内障・高眼圧症治療剤】
- アトーゼット配合錠（エゼチミブ・アトルバスタチンカルシウム水和物）→「エゼアト （EzeAto）」【小腸コレステロールトランスポーター阻害剤・HMG-CoA還元酵素阻害剤配合剤】
- エックスフォージ配合錠（バルサルタン・アムロジピンベシル酸塩）→「アムバロ（AMVALO）」
- エムラクリーム（リドカイン・プロピトカイン）→「リドプロ（LIDOPRO）」【外用局所麻酔剤】
- カデュエット配合錠（アムロジピンベシル酸塩・アトルバスタチンカルシウム水和物）→「アマルエット（AMALUET）」【高血圧症・高コレステロール血症治療薬】
- エカード配合錠（カンデサルタン シレキセチル・ヒドロクロロチアジド）→「カデチア（CADETHIA）」
- エプジコム配合錠（ラミブジン・アバカビル硫酸塩錠）→「ラバミコム（Labamicom）」【抗ウイルス化学療法剤（HIV)】
- コディオ配合錠（バルサルタン・ヒドロクロロチアジド）→「バルヒディオ（VALHYDIO）」
- コソプト配合点眼液（ドルゾラミド塩酸塩・チモロールマレイン酸塩液）→「ドルモロール（Dormolol）」【緑内障・高眼圧症治療剤】
- コンプラビン配合錠（クロピドグレル硫酸塩・アスピリン錠）→「ロレアス（LoreAce）」【経費的冠動脈形成術（PCI）が適用される虚血性心疾患】
- ザクラス配合錠（アジルサルタン・アムロジピンベシル酸塩配合剤）→「ジルムロ （ZilMlo）」
- ザラカム配合点眼液（ラタノプロスト・チモロールマレイン酸塩液）→「ラタチモ（Latachimo）」【緑内障・高眼圧症治療剤】
- シムビコートタービュヘイラー（ブデソニド・ホルモテロールフマル酸塩水和物吸入剤）→「ブデホル（BudeForu） 」【ドライパウダー吸入式喘息・COPD治療配合剤】
- スタレボ配合錠（レボドパ・カルビドパ水和物・エンタカポン）→「エカレボ（ECaLevo）」【抗パーキンソン剤】
- ゾシン静注用（タゾバクタムナトリウム・ピペラシリンナトリウム）→「タゾピペ（TAZOPIPE）」【β-ラクタマーゼ阻害薬配合抗菌薬】
- タプコム配合点眼液（タフルプロスト・チモロールマレイン酸塩液）→「タフチモ（TafTimo）」【緑内障・高眼圧症治療剤】
- ツルバダ配合錠（エムトリシタビン・テノホビル ジソプロキシルフマル酸塩）→「エムテノ（EmTeno）」【抗ウイルス化学療法剤（HIV-1)】
- ディレグラ配合錠（フェキソフェナジン塩酸塩・塩酸プソイドエフェドリン）→「プソフェキ（PusoFeki）」【アレルギー性鼻炎】
- デュオトラバ配合点眼液 （トラボプロスト・チモロールマレイン酸塩液）→「トラチモ（TraTimo）」【緑内障・高眼圧症治療剤】
- トラムセット配合錠（トラマドール塩酸塩・アセトアミノフェン）→「トアラセット（TOARASET）」【慢性疼痛/抜歯後疼痛治療剤】
- プレミネント配合錠（ロサルタンカリウム・ヒドロクロロチアジド）→「ロサルヒド（LOSARHYD）」
- ミカムロ配合錠（テルミサルタン・アムロジピンベシル酸塩）→「テラムロ（TERAMURO）」
- ミコンビ配合錠（テルミサルタン・ヒドロクロロチアジド）→「テルチア（TELTHIA）」
- ヤーズ配合錠（ドロスピレノン・エチニルエストラジオール ベータデクス）→「ドロエチ（DroEthi）」【月経困難症治療剤】
- ユニシア配合錠（カンデサルタン シレキセチル・アムロジピン）→「カムシア（CAMSHIA）」
- ルナベル配合錠（ノルエチステロン・エチニルエストラジオール錠）→「フリウェル（FREWELL）」【月経困難症治療剤】
- レザルタス配合錠（オルメサルタン メドキソミル・アゼルニジピン）→「オルアゼ（OLAZE）」

統一ブランド名準備中先発医薬品名一覧も公開されている。

## 処方箋様式

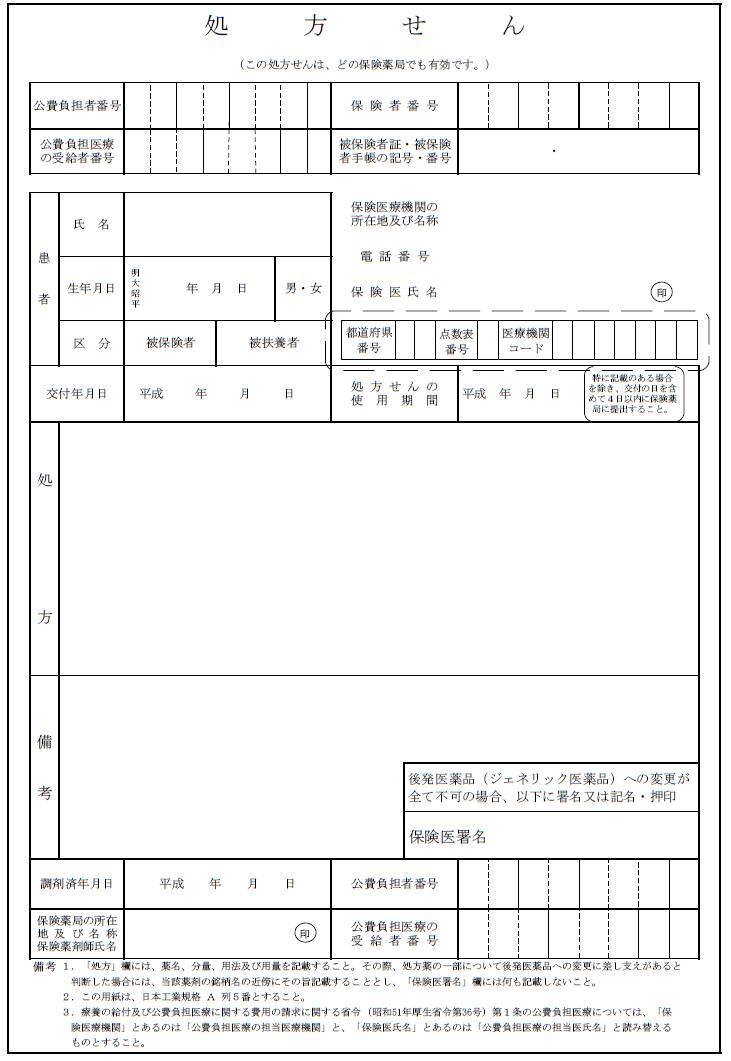
処方箋。「後発医薬品への変更不可」欄がある

2006年4月より処方箋の様式が変更となり、医師が処方箋中の「後発医薬品への変更可」欄に署名（または記名押印）すれば、先発医薬品の商品名が書かれていても後発医薬品に変更して調剤することが可能となった。しかし当該欄の利用頻度が伸びなかったため、2008年4月より、後発医薬品に変更可とし、認められない場合に「後発医薬品への変更不可」欄に署名（または記名押印）する形式に再変更された。
2008年（平成20年）に行われた小規模な調査（医師600人、薬剤師400人）では、半数の医師が処方箋で「後発品への変更不可」とした経験があると答えた。
- 医師が「変更不可」とした薬剤で最も多かったのは抗癌剤、次いで降圧薬、3番目に抗不整脈薬・狭心症薬、4番目に免疫抑制剤であった[23]。
- 「変更可」の処方箋であっても、薬剤師が先発医薬品を選ぶものとして最も多かったのは、抗精神病薬・向精神薬・抗うつ薬、次いで抗癌剤、3番目に催眠鎮静剤・抗不安薬、4番目に免疫抑制剤となった[23]。

その一方で、「後発医薬品への変更不可」の指示は「オーダリングシステムによって誘導されている」との指摘もあり、日本ジェネリック医薬品学会では、これを是正するための仕様書を公表した。
その後、2010年の診療報酬改定により、後発薬処方割合の高い調剤薬局はその割合に応じて後発医薬品調剤体制加算（5〜19点）が算定可能となった。さらに2012年の診療報酬改定により、処方箋に医師が一般名で薬剤処方を行うと一般名処方加算（2点）が算定できるようになり、これを受けて2012年には、院外処方診療所のうち61%が一般名処方加算を行うまでに広がった。
現在では、処方箋を調剤薬局へ提出した際、変更不可でない場合で薬局に後発医薬品の在庫があれば、薬局の薬剤師が患者に対して後発医薬品に変更するかを尋ねるようになっている。しかし後発品メーカーのうち、どのメーカーの製剤を選択するかを患者が指定できることは保証されていない（複数のメーカーの在庫がある場合に、当該薬局の責任において患者に選択させることは不可能ではないが、一般的には行われていない）。

## 一般名処方マスタ
2012年（平成24年）4月1日以降、後発医薬品が存在する医薬品について、一定のルールに従った「一般名処方」の処方箋を医師が交付した場合に、医療機関は一般名処方加算（後の「一般名処方加算2」）を診療報酬で算定できる様になった。さらに、2016年（平成28年）4月1日以降は、後発医薬品のある全ての医薬品が一般名処方されている場合に「一般名処方加算1」を診療報酬で算定できる様となった。
このルールが、厚生労働省によって定義される「処方箋に記載する一般名処方の標準的な記載（一般名処方マスタ）」で、半月から3か月に一度の頻度で更新されている。
- 内用薬と外用薬
- 【般】＋「一般的名称」＋「剤形」＋「含量」
- 一般的名称（成分名）が同一でも、剤形 and/or 含量が異なると、別の一般名コードが割り振られる。例えば、下記はすべて成分名が「耐性乳酸菌」の別のコードの医薬品で、先発医薬品はエンテロノン－Ｒ散のみで他はすべてGE。
- 一般名処方マスタ - 医薬品名 - 一般名の順で、すべて一般名処方加算1の対象（2018年12月14日適用）。

  - 【般】耐性乳酸菌散１０% - エンテロノン－Ｒ散、～「JG」[* 3]、～「トーワ」[* 4] - 耐性乳酸菌製剤散（１）
  - 【般】耐性乳酸菌散０．６% - ビオフェルミンＲ散 - 耐性乳酸菌製剤散（２）
  - 【般】耐性乳酸菌錠６ｍｇ - ビオフェルミンＲ錠 - 耐性乳酸菌製剤散（２）
  - 【般】耐性乳酸菌散１% - ラックビーＲ散	 - 耐性乳酸菌製剤散（３）
  - 【般】耐性乳酸菌散１．８% - レベニン散 - 耐性乳酸菌製剤散（４）
  - 【般】耐性乳酸菌錠１８ｍｇ - レベニン錠 - 耐性乳酸菌製剤散（４）

## 日本におけるAG医薬品
オーソライズドジェネリック（AG）とは、後発医薬品のうち、先発医薬品メーカーが認定して成分なだけでなく原薬・添加物・製造方法なども同一のもの、あるいは先発医薬品メーカーから特許実施許諾を得て販売されるものをいう。
以下は、2021年2月までに承認を受けたAG（既収載品、未発売、発売時期未定を含む）
生物学的同等性（BE）試験が課せられていないパターン1のAGには「★」、課せられているパターン2または3は「☆」、無印は掲載無
AG／先発品 の順で記載
- 日医工サノフィ／サノフィ

★フェキソフェナジン塩酸塩錠「SANIK」- アレグラ錠（第二世代抗ヒスタミン薬）
★クロピドグレル錠「SANIK」 - プラビックス錠（抗血小板薬（ADP受容体拮抗薬））
ロレアス配合錠「SANIK」 - コンプラビン配合錠（経皮的冠動脈形成術（PCI）が適用される虚血性心疾患（クロピドグレル硫酸塩+アスピリンの配合剤））
- 日医工／アステラス製薬

ソリフェナシンコハク酸塩錠/OD錠2.5mg「日医工」 - ベシケア錠/OD錠（過活動膀胱治療剤）実施権許諾を受けたAG
- 第一三共エスファ／第一三共

★レボフロキサシン錠/細粒「DSEP」- クラビット錠（経口抗菌薬）
オルメサルタンOD錠「DSEP」 - オルメテックOD錠（血圧降下薬（ARB））
オルアゼ配合錠LD/HD「DSEP」 - レザルタス配合錠（血圧降下薬（オルメサルタン+アゼルニジピンの配合剤））
シタフロキサシン錠/細粒「DSEP」 - グレースビット錠（経口抗菌薬）
メマンチン塩酸塩錠/OD錠「DSEP」 - メマリー錠/OD錠（NMDA受容体拮抗 アルツハイマー型認知症治療剤）
メマンチン塩酸塩ドライシロップ「DSEP」 - メマリードライシロップ（同上）
- 第一三共エスファ／日本ベーリンガーインゲルハイム・アステラス

テルミサルタン錠「DSEP」 - ミカルディス錠（血圧降下薬（ARB））
テラムロ配合錠BP/AP「DSEP」 -ミカムロ配合錠（血圧降下薬（テルミサルタン+アムロジピンの配合剤））
テルチア配合錠BP/AP「DSEP」 -ミコンピ配合錠（血圧降下薬（テルミサルタン+ヒドロクロロチアジドの配合剤））
- 第一三共エスファ／アストラゼネカ・塩野義

ロスバスタチン錠/OD錠「DSEP」 -クレストール錠（HMG-CoA還元酵素阻害薬）
- 第一三共エスファ／アストラゼネカ

ゲフィチニブ錠「DESP」 - イレッサ錠（EGFR遺伝子変異陽性の手術不能又は再発非小細胞肺がん）
ビカルタミド錠/OD錠「DESP」 - カソデックス錠/OD錠（前立腺がん治療薬）
タモキシフェン錠「DESP」 - ノルバデックス錠（乳がん治療薬）
アナストロゾール錠「DESP」 - アリミデックス錠（閉経後乳癌治療薬）
- 第一三共エスファ／キッセイ薬品・第一三共

シロドシン錠/OD錠「DSEP」 - ユリーフ錠/OD錠（前立腺肥大症に伴う排尿障害改善薬）
- 第一三共エスファ／MDS

エゼチミブ錠「DSEP」- ゼチーア錠（高脂血症治療薬）
- あすか製薬／武田薬品

カンデサルタン錠「あすか」 - ブロプレス（血圧降下薬（ARB））
☆カムシア配合錠LD/HD「あすか」 - ユニシア配合錠（血圧降下薬（カンデサルタン+アムロジピンの配合剤））
☆カデチア配合錠LD/HD「あすか」- エカード配合錠（血圧降下薬（カンデサルタン+ヒドロクロロチアジドの配合剤））
- あすか／ノーベルファーマ

フリウェル配合錠LD/ULD「あすか」 - ルナベル配合錠LD/ULD（低用量及び超低用量エストロゲン・プロゲスチン配合剤）
- サンド／ノバルティス

★バルサルタン錠「サンド」 - ディオバン（血圧降下薬（ARB））
ゾレドロン酸点滴静注「サンド」 - ゾメタ（骨吸収抑制剤）
オクトレオチド酢酸塩皮下注「サンド」 - サンドスタチン（ソマトスタチンアナログ製剤）
アムバロ配合錠LD/HD「サンド」 - エックスフォージ配合錠（血圧降下薬（バルサルタン+アムロジピンの配合剤））
★バルヒディオ配合錠MD・EX「サンド」 - コディオ配合錠（血圧降下薬（バルサルタン+ヒドロクロロチアジドの配合剤））
- キョーリンリメディオ／杏林・MSD

モンテルカスト錠「KM」 - キプレス/シングレア（ロイコトリエン受容体拮抗剤）
- キョーリンリメディオ／杏林

モメタゾン点鼻液「杏林」 - ナゾネックス（定量噴霧式アレルギー性鼻炎治療剤）
- DSファーマプロモ[* 6]／大日本住友製薬

イルベサルタン錠「DSPB」 - アバプロ錠（血圧降下薬（ARB））
ブロナンセリン錠/散「DSPB」 - ロナセン錠/散（非定型抗精神病薬）
☆メトホルミン塩酸塩錠MT「DSPB」 - メトグルコ（ビアグナイド系経口血糖降下剤）
- サンドファーマ／GSK

★バラシクロビル錠/顆粒「SPKK」 - バルトレックス（抗ウイルス化学療法剤）
★パロキセチン「SPKK」 - パキシル（SSRI）
★スマトリプタン「SPKK」 - イミグラン（片頭痛治療剤）
- ニプロESファーマ／田辺三菱

ベポタスチンベシル酸塩錠「タナベ」 - タリオン（H1受容体拮抗剤）
- 岡山大鵬薬品／大鵬薬品工業

ホリナート錠「タイホウ」 - ユーゼル（還元型葉酸製剤）
エスワンタイホウ配合OD錠T - ティーエスワン（代謝拮抗剤）
- パロノセトロン静注/点滴静注バッグ「タイホウ」」 - アロキシ静注/点滴静注バッグ（5-HT3受容体拮抗型制吐剤）創製元のスイスのヘルシングループから許諾を得たAG[43]
- 大塚製薬工場／大塚製薬

★レバミピド錠「オーツカ」 - ムコスタ（胃炎・胃潰瘍治療剤）
- 持田製薬販売／持田製薬

ジエノゲスト錠「モチダ」 - ディナゲスト（子宮内膜症治療剤）
- 大蔵製薬／MeijiSeikaファルマ

★セフジトレンピボキシル錠「OK」 - メイアクト（経口セフェム系抗菌薬）
- 協和キリンフロンティア／協和発酵キリン

ダルベポエチンアルファ注シリンジ「KKF」 - ネスプ注射液（腎性貧血）
バイオシミラー（バイオ後続品、BS）ではなくAGとして。バイオ医薬品のAGは国内初で、バイオセイムまたは、オーソライズド・バイオシミラー（ABS）と呼ばれる。
適応は「腎性貧血」のみで、「骨髄異形成症候群（MDS）に伴う貧血」は再審査期間（2024年12月まで）などが終了したら追加取得を目指す。
- 旭化成シンメッド／旭化成ファーマ

テリパラチド酢酸塩静注用「旭化成」 - テリボン（骨粗鬆症治療薬）
ファスジル塩酸塩水和物静注用「旭化成」 - エリル点滴静注液（蛋白リン酸化酵素阻害剤、くも膜下出血）
- 武田テバファーマ／武田テバ薬品

☆ランソプラゾールOD錠「武田テバ」 - タケプロンOD錠（プロトンポンプ阻害薬（PPI））
ボグリボース錠/OD錠「武田テバ」 - ベイス錠/OD錠（食後. 過血糖改善剤）
ピオグリタゾン錠「武田テバ」- アクトス錠（インスリン抵抗性改善剤－2型糖尿病治療剤－）
- 武田テバファーマ／GSK

レボセチリジン塩酸塩錠「武田テバ」- ザイザル錠（持続性選択H1受容体拮抗・アレルギー性疾患治療剤）
デュタステリドカプセルAV「武田テバ」- アボルブカプセル（5α還元酵素阻害薬　前立腺肥大症治療薬）
- 武田テバファーマ／武田薬品工業

ジルムロ配合錠LD「武田テバ」- ザクラス配合錠LD/HD（持続性AT1レセプターブロッカー／持続性Ca拮抗薬配合剤）
- 参天アイケア／参天製薬

ドルモロール配合点眼液「SEC」 - コソプト配合点眼液（緑内障・高眼圧症治療薬（ドルゾラミド塩酸塩+チモロールマレイン酸塩の配合剤））
- ファイザー／アステラス

★セレコキシブ「ファイザー」 - セレコックス（非ステロイド性消炎・鎮痛剤（COX-2選択的阻害剤））
- ファイザーUPJ／ヴィアトリス製薬[51]

★プレガバリンOD錠「ファイザー」- リリカOD錠（疼痛治療剤/神経障害性疼痛・繊維筋痛症）
★アムロジピン錠/OD錠「ファイザー」- ノルバスク錠/OD錠（高血圧症・狭心症治療薬/持続性Ca拮抗薬）
★ドキサゾシン錠「ファイザー」- カルデナリン錠（血圧降下剤）
★エレトリプタン錠「ファイザー」-レルパックス錠（5-HT1B/1D受容体作動型片頭痛治療剤）
AGかどうか開示されていないGE
- サンド／ノバルティス

エベロリムス「サンド」 - アフィニトール（抗がん剤）
エベロリムス「サンド」 - サーティカン（免疫抑制剤、mTOR阻害剤）
承認取得されているAG
- アスペンジャパン／GSK[53]

未定 - オーグメンチン配合錠（抗菌薬）
未定 - モダシン静用（抗菌薬）
未定 - リドーラ錠（関節リウマチ薬）
未定 - エスカゾール錠（駆虫薬）

## 先発医薬品との違い
後発医薬品と先発医薬品では、有効成分の含有量は同一である。このことは生物学的同等性試験によって保証されているが、一方で、後発医薬品の副成分（添加物や基材）、剤形、製法は先発医薬品とは異なる。これは、物質特許の期限は切れていても、製法特許や製造特許、用途特許が切れていない、またはそれらの期限が切れていても、製造工程の細部まで公開されないといった事情があるため、先発薬企業が持っている特許を回避して製造するためである。
同じ成分の先発医薬品と後発医薬品で効能・効果（適応症）が異なることがある。これは、先発医薬品が有する用途特許が残っており、それが原因で同じ成分の後発医薬品がその効能・効果を謳えないことに起因する。
さらに、実際に使用した患者や医師からは、効果に違いがあるとの意見がある。また、薬の添加物や剤形が変わることにより、例えば薬の溶出速度が変化したり、有効成分が分解されやすくなったり、溶解速度が若干遅くなっていたり、先発品には無い副作用やアレルギー反応が出ることがある。
内服薬の飲みやすさ、外用剤のはがれやすさ、塗布薬や点眼薬の効き目にも、先発医薬品とは違いが生じるため、後発医薬品は「先発医薬品と同等製品」と謳っていても、決して「先発医薬品と同一製品」ではない。特に外用薬については、薬局薬剤師を対象にした厚生労働省「診療報酬改定結果検証部会」のアンケートでも、「後発品に変更しづらい剤形」として上位に挙がっている。
この点について日本ジェネリック医薬品・バイオシミラー学会は「添加物や剤形の変更は先発医薬品でも行われていることから、ジェネリック医薬品に限らず先発医薬品でも同様に起こりうる」と反論しているが、その具体例は挙げられていない。
なお同一成分ながら、患者の疾病に対する効能・効果を有していない後発医薬品を処方または調剤した場合、レセプト審査の際に「不適切な薬剤を投与した」として、医療機関の診療報酬や調剤報酬が減点される。

## 後発医薬品の使用にあたっての問題点・課題
本節では主に厚生労働省が2008年に取りまとめたアンケート調査結果を基に記述する。

### 後発医薬品の供給体制
- 薬局において、先発品を好む傾向から後発医薬品を用意していたとしてもデッドストックとなる確率が高くなる。
- 下記の品質確保に伴う生産中止や、新型コロナ対応による急激な需要増大に伴う出荷調整などの事態が発生している。
- 原材料の値上げなどによって製造コストが上がっているにも関わらず販売価格が上がらないため、増産のため新たに設備投資をしても回収することができない[66]。
- 2005年4月に施行された改正薬事法により、他社が開発した薬剤データを基に共同開発が可能となったことで参入障壁が下がり新規参入が増えたことによる価格競争の激化と早期撤退[67]。
- 2023年5月、厚生労働省医政局医薬産業振興・医療情報企画課課長は、「医薬品供給不足の問題の責任の一端は、厚労省にある」「後発医薬品の使用促進は拙速だった」と発言した[68]。

### 後発医薬品の品質問題（後述）
- 小林化工の抗真菌薬「イトラコナゾール」に睡眠導入薬「リルマザホン」の誤混入により、死亡を含む健康被害事例など、社内承認規格の不適合、承認書にない工程の実施、試験の実態と手順との齟齬、書類不備などの事例が発生している。
- 後発医薬品メーカーの中には、自社の成長スピードに品質管理体制が対応できない事例を認める（日医工の例）など、臨床効果の評価判定が不十分な例がある。
- その結果、効果・安全性が必ずしも推奨できない状況となっている。

### 後発医薬品メーカーによる情報提供不足
- 後発医薬品のデータの情報量が少ないので、薬剤師側が安心して勧めることができない。また後発医薬品の臨床データがないという現状がある。
- 後発医薬品メーカーは、先発品からの切り替えに際して起きた有害事象などのデータの蓄積、情報提供ができる体制を整えてほしい。
- 後発医薬品メーカーの MR の数が少ない。

### 先発品と後発医薬品との価格差
- 後発医薬品のある処方内容が全体の一部でしかないので、思っているほど負担額が下がらず、わずかな差なら先発品を、という患者も多い。

## 後発医薬品の品質問題
前述のとおり、後発医薬品はかつては「ゾロ薬」と呼ばれ、「安かろう悪かろう」とされていた時代もあった。しかし院内調剤が主流であった1990年代までは、薬価差益が大きく病院や診療所にとって、経営利益を増すため採用されていた。
その後は医薬分業が進んだこと、後発医薬品の品質が向上かつ安定してきたこと、また先に述べた公的健康保険制度の医療費削減という大きな課題から、日本国政府主導の『骨太の方針』により、後発医薬品を大々的に推進するようになった。

後発医薬品は有効成分や効能については基本的に先発医薬品（新薬）と同等としているが、製造法や品質管理は製造会社により、様々に異なる。このため日本の製薬会社により製造された後発医薬品においても、2020年（令和2年）に小林化工による死亡を含む大規模な健康被害の発生例がある。
また、後発医薬品企業で日本最大手の日医工において、製品の自主回収が相次いで発出され、2020年（4月1日から12月11日現在）では35医薬品（クラスII該当、承認規格または社内規格不適合、承認書にない工程を実施、試験の実態と手順に齟齬、書類不備など）に上った。日医工は、品質試験で基準に満たずに廃棄すべき錠剤を再利用していた件について、多くの品目を製造してスケジュールが厳しくなっていたことも理由の一つとして挙げている。
これらの事案に対し、日本ジェネリック医薬品・バイオシミラー学会は、2020年（令和2年）12月18日に「ジェネリック医薬品関連で発生している各種回収事案についての緊急声明文」を発表。その中で「ジェネリック医薬品の信頼を損ねる事案が相次いで発生したことに、大きな失望を禁じ得ない」「少数の企業の不祥事により、後発医薬品の努力と信頼が崩れることは、決して容認できない」と激しく非難するとともに、小林化工・日医工の2社に対し事案内容の詳細な公表、第三者委員会による調査受け入れ、再発防止策の立案とその公表を、同学会として強く要望するに至った。また一連の事態について、日本経済新聞は2021年（令和3年）3月6日に「相次ぐ不祥事は、薬価引き下げや薄利多売の構造的課題を抱えながら、拡大路線に走ってきた業界のひずみを浮き彫りにしている」と分析・報道している。
2020年12月に判明した小林化工による健康被害問題をきっかけに、他社の医薬品の事故や品質問題も次々明るみになり、さらに回収や出荷停止が相次ぐ展開となった。日刊ゲンダイの取材において、ある大手薬局チェーンの担当者は「毎日回収の情報があり、卸も薬局も対応に追われ大混乱で、経験した事がないレベルの事態です。（中略）命に抱わる深刻な健康被害も起きかねない」と応じ、ある医薬品卸の関係者も「安定確保医薬品と言って、その医薬品が無いと命の危険に直結し、かつ簡単に代替の効かないような薬を（2021年）6月1日に厚生労働省がリストアップしたところです。全部で506成分あって、特に優先度が高いものだけで21成分。（中略）新型コロナがまた流行したり何か大きな事故があったりしたら、既に現段階で逼迫しているのですから、あっという間に命に直接関わる医薬品の供給がストップするかもしれません。その時にはもはや地域や、薬の内容は関係なく、日本中大混乱になりかねません。絶対起こしてはならない恐ろしい事態です。」と答えている。
2024年に実施された日本製薬団体連合会による自主点検の結果、8734品目中3796品目（43%）で、製造販売承認書と異なる未承認の手順で医薬品が製造されていたと報告され、厚生労働省の会議出席者から「衝撃的な数字だ」との意見が挙げられた。これに対し日本ジェネリック製薬協会会長は、「会員企業の中で何品目中何品目の相違があったのかは現状把握をしていない」ことを明らかにした。

## 後発医薬品と生活保護
生活保護世帯は、医療扶助により自己負担なしの全額公費負担医療となっている。そのため、厚生労働省は2008年、被保護者に対し後発医薬品を事実上強制する通知を地方公共団体に発出した。この通知は、受給者が正当な理由なく後発医薬品への変更指示に従わない場合は、生活保護の停止や廃止をするというもので、批判を受けて後に撤回することとなった。
その後、2014年10月、財務省は医療扶助費を削減するため、生活保護受給者に後発医薬品を使用するよう求める方針を固め、厚生労働省との折衝を開始すると報道された。
2018年（平成30年）の生活保護法改正により、「医師が医学的知見に基づき後発医薬品を使用することができると認めたものについては、原則として、後発医薬品によりその給付を行うものとする（生活保護法第34条3項）」として、生活保護における後発医薬品の調剤が原則化された。医師の判断により後発医薬品を使用可能（一般名処方を含む）とした処方箋を持参した受給者に対し、薬剤師は後発医薬品について説明した上で、原則として後発医薬品を調剤する。また受給者が先発医薬品を希望する場合はいったん調剤するが、福祉事務所は受給者に対し後発医薬品の使用を促すこととする。同年10月1日から施行された。

## 日本の主要後発医薬品メーカー
日本において、後発医薬品を販売している企業は約190社（2022年4月1日時点）であるが、国内売上高の1000億円以上は、沢井製薬・東和薬品の2社のみである（2022年度）。500億円以上では、・ニプロ・明治HD・三和化学研究所を加えて6社のみである。かつて沢井製薬・日医工・東和薬品の3社は「ジェネリック御三家」と呼ばれていたが、日医工の経営不振により現在は沢井製薬・東和薬品が国内２強である。なお先発企業と言われている多くの企業が後発医薬品も販売しており、後発医薬品を販売している企業約190社の中には、多くの先発企業が含まれている。先発企業と言われている企業のうち、後発医薬品を全く販売してしていない会社はほとんどない。
「」は、成分名の後に付けられる各メーカーの略称。
- 旭化成シンメッド（旭化成ファーマの100%子会社）- 「旭化成」
- あすか製薬（武田薬品工業が筆頭株主）- 「あすか」
  - あすかActavis製薬（あすかアクタヴィス） - 「AA」
- アルフレッサ ファーマ（アルフレッサホールディングス子会社） - 一部他社から販売受託している薬品がある。自社製造分の略称は「AFP」
- 大塚製薬工場（大塚製薬子会社） - 「オーツカ」
- 大原薬品工業 - 「オーハラ」
- 岡山大鵬薬品（大鵬薬品工業子会社） - 「タイホウ」
- 科研製薬 - 「NS」「科研」
- 共創未来ファーマ（東邦ホールディングスの子会社） - 「共創未来」、富士フイルムファーマからの承継は「FFP」
- キョーリンリメディオ（キョーリン製薬ホールディングス傘下、杏林リメディオ） - 「杏林」、「KM」（AG)
- 共和薬品工業[* 8] - 「アメル」
- ケミックス - 「CHM」
- 健栄製薬 - 「ケンエー」
- 小林化工 - 「KN」「MEEK」[* 9]
- 沢井製薬 - 「サワイ」「SW」
- サンド（ノバルティスホールディングジャパン子会社） - 「サンド」[* 10]
  - サンドファーマ[* 11] - 旧アスペンジャパン - 「SPKK」[* 12]
- シオノケミカル - 「SN」または「シオノ」
- 全星薬品工業 - 「ZE」
- 第一三共エスファ（第一三共の子会社） - 一部他社から販売受託している薬品がある。自社製造分の略称は「DSEP」
- 大興製薬 - 自社製品の後発医薬品のほか、他メーカーのOEM生産も行っている。「DK」
- ダイト - 自社製品の後発医薬品のほか、他メーカーへの原薬供給も行っている。「ダイト」
- DSファーマバイオメディカル（大日本住友製薬の子会社、旧住友製薬バイオメディカル） - 「DSPB」
- 辰巳化学 - 「TCK」[* 13]
- 鶴原製薬 - 「ツルハラ」
- テバ・ファーマシューティカル・インダストリーズ
  - 武田テバファーマ（テバ・ファーマシューティカル・インダストリーズと武田薬品工業による合弁会社） - 「テバ」又は「タイヨー」[* 14]
- 東亜薬品 - 「TOA」
- 東和薬品 - 「トーワ」
- 日医工 - 「日医工」
  - 日医工サノフィ(AG) - 「SANIK」
  - エルメッド（旧エルメッドエーザイ） - 「EMEC」「EE」
  - 日医工岐阜工場 - 「NIG」[* 15]
- 日新製薬 - 点眼薬のジェネリック医薬品などを手がける。「日新」
- ニプロ
  - ニプロESファーマ（ニプロ子会社、2017年10月の株式譲渡に伴って田辺製薬販売から商号変更） - 一部他社から販売受託している薬品がある。自社製造分の略称は「タナベ」[* 16]
  - ニプロファーマ（ニプロ子会社、2012年10月に旧ニプロジェネファを吸収合併） - 「NP」
- 日本ケミファ - 「ケミファ」
- 日本化薬 - 「NK」
- 日本調剤グループ
  - 日本ジェネリック（日本調剤の完全子会社） - 「JG」
  - 長生堂製薬（日本調剤の連結子会社） - 「CH」[* 17]
- 日本点眼薬研究所 - 「日点」
- 日本薬品工業 - 「NPI」
- ファイザー - 「ファイザー」
- 富士製薬工業 - 「F」
- 富士フイルムファーマ - 富士フイルムホールディングス系列（子会社の富士フイルムが8割を出資）。他社へ製造委託ないしは他社からの販売受託している薬品もあった。自社製造分の略称は「FFP」。2019年3月31日をもって解散し、ジェネリック医薬品については共創未来ファーマに製造販売承認の承継あるいは販売移管[87]。
- マイラン製薬、マイランEPD - 「マイラン」「MYL」
- Meiji Seika ファルマ - 「明治」
- 持田製薬販売（持田製薬子会社） - 「モチダ」
- 祐徳薬品工業 - 「ユートク」
- 陽進堂 - 「YD」
- 全星薬品工業 -「ZE」

先発企業も後発医薬品を「主要事業のひとつ」として位置付けており、たとえば第一三共はインドの製薬会社・ランバクシーを買収して後発医薬品事業に新規参入し、2010年4月には日本国内での後発医薬品の子会社となる第一三共エスファを設立し、同年10月より営業を開始した。
2016年4月には、武田薬品工業が長期収載品事業を会社分割により大正薬品工業（現在の武田テバ薬品）へ継承する代わりに、大正薬品工業の親会社であるテバ製薬の株式交付を、武田薬品工業が受けたことでテバ製薬が合弁会社となり、同年10月に武田テバファーマに社名変更した。
2014年1月1日には、ファイザー製薬が「エスタブリッシュ医薬品事業部門」を含む4部門編成となり、特許が切れた医薬品をエスタブリッシュ医薬品と呼んでいる。ファイザーは2019年7月29日、特許切れ医薬品事業を分離し、後発医薬品大手の米マイランと統合することで合意したと発表した。